# Томскнефтехим
ООО «Томскнефтехим» (ТНХК) — нефтехимическое предприятие в городе Томске, с 2000 года входит в состав «СИБУРа». Производит полипропилен и полиэтилен низкой плотности универсальных и премиумных марок. 

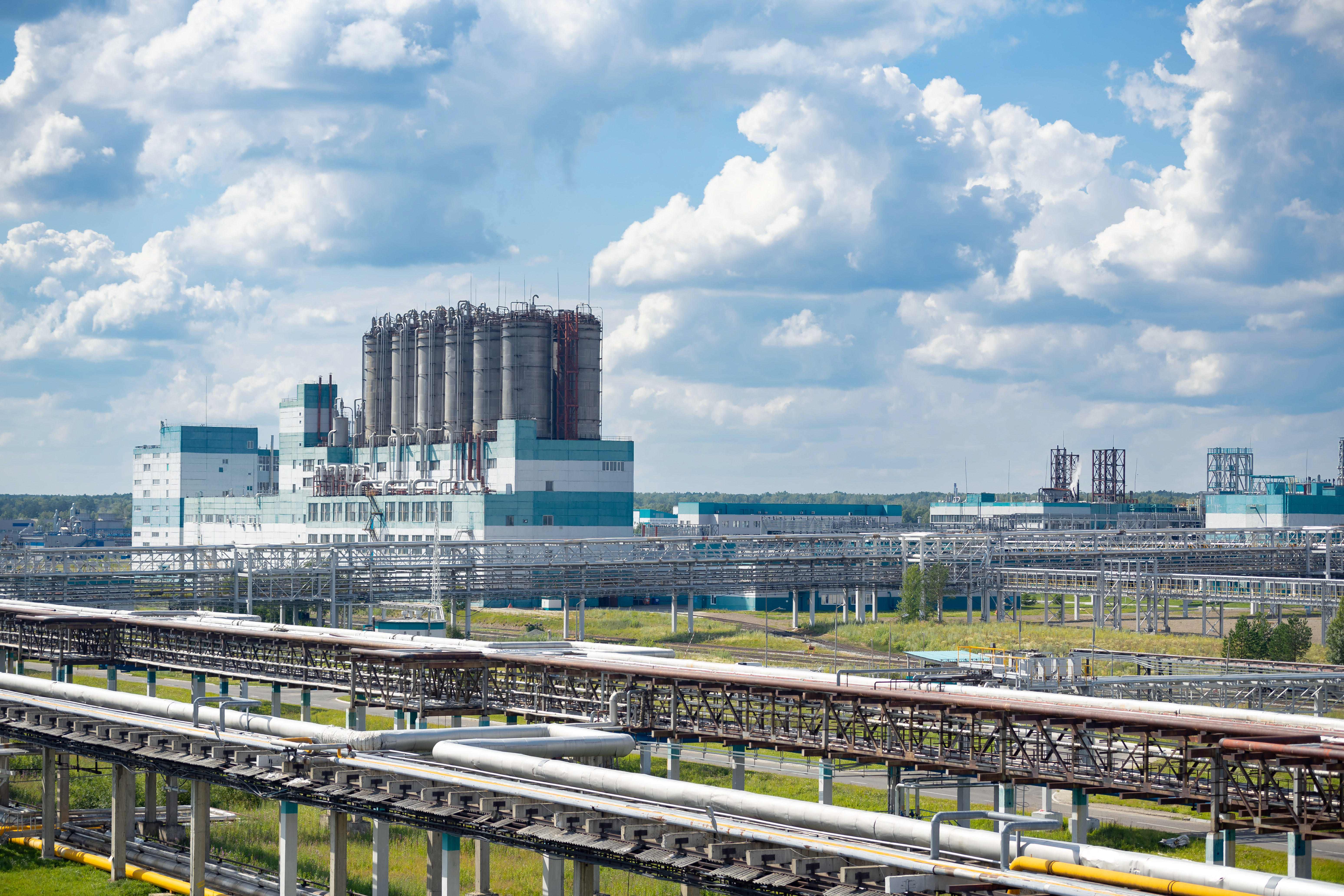
Вид на Томскнефтехим

«Томскнефтехим» является продолжателем идей великого русского ученого Д.И. Менделеева о рациональном использовании нефти и развитии нефтехимической промышленности. Предприятие воплощает в жизнь предвидение Менделеева о будущем нефти как основы химической индустрии, производя продукты глубокой переработки нефти — мономеры и полимеры. 
В состав предприятия входит производство мономеров: этилена и пропилена, которое полностью обеспечивает сырьем основные производства. Полимеры от «Томскнефтехима» используются при производстве разнообразной упаковки, товаров народного потребления, труб, нетканого полотна, медицинских изделий и т.д.— всего около 90 наименований продукции.
По итогам 2023 года томское предприятие СИБУРа – «Томскнефтехим» выпустило рекордные объемы полимеров за весь период работы площадки. 
Объем производства полиэтилена и полипропилена в 2023 году составил 444 тыс.тонн суммарно.
Увеличение объёма выпуска продукции обусловлено модернизацией оборудования и реализацией ряда технических улучшений, и усовершенствованием технологии производства. Так, в 2023 году на производстве полиэтилена был установлен аппарат воздушного охлаждения. Внедрение нового оборудования позволило производству дополнительно выпускать до 3,5 тыс. тонн продукции в год, сохранив при этом целевое качество производимых марок полиэтилена. Инвестиции в проект превысили 330 млн рублей.
Рост объема производства полипропилена в свою очередь связан с усовершенствованием технологии: а именно – процесса охлаждения сырьевых составляющих при полимеризации пропилена. 

## История
- 30.01.1973 года на XXIV съезде КПСС в основных направлениях развития промышленности намечено строительство Тобольского и Томского нефтехимических комплексов.
- 19.04.1974 — Вышло в свет Постановление № 290 ЦК КПСС и Совета министров СССР о начале строительства Томского нефтехимического комплекса.
- 14.09.1974 — Забита первая свая в основание ТНХК.
- 24.02.1981 — Получен первый полипропилен.
- 09.07.1983 — Получен первый метанол.
- 04.02.1985 — Начался выпуск товаров народного потребления.
- 08.05.1985 — Получен первый формалин.
- 06.11.1985 — Получена первая карбамидная смола.
- 19.12.1993 — Получен первый товарный пропилен.
- 24.12.1993 — Получен первый товарный этилен.
- 01.01.1994 — Государственное предприятие «ТНХК» преобразовано в акционерное общество открытого типа (АООТ).
- 10.01.1994 — Получен первый полиэтилен высокого давления на основе собственного этилена.
- 20.03.1997 — Арбитражный суд Томской области возбудил дело о банкротстве ТНХК.
- 11.07.1997 — На ТНХК введено арбитражное управление.
- 22.08.1997 — Контрольный пакет акций ТНХК приобретен Министерством атомной энергетики в лице Сибирского химического комбината (СХК, г. Северск)
- 01.06.1998 — Завод «Метанол» преобразован в дочернее предприятие ООО «Метанол». ОАО «Восгокгазпром» приобрело более 50 % ООО «Метанол» (2000—2002 гг. 100 % участие в ЗАО «Метанол»)
- 12.01.2000 — СХК передал контрольный пакет акций группе «Альянс».
- 19.12.2000 — Продление арбитражного управления на ТНХК на 5 лет. Декабрь 2000 г. — приход АК «СИБУР» на площадку ТНХК.
- 29.03.2001 — Образовано ОАО «Томский нефтехимический завод».
- 14.07.2003 — Зарегистрировано ООО «Томскнефтехим», объединившее весь производственный комплекс площадки.
- 01.01.2004 — Предприятие начало производственную деятельность единым хозяйственным комплексом ООО «Томскнефтехим».
- 2004 год — Предприятие начало производственную деятельность как единый хозяйственный комплекс ООО «Томскнефтехим». За счет производства товаров народного потребления предприятие увеличило объем выпускаемой продукции в 2,5 раза.

- 2007 год — Завершение поэтапной реализации инвестиционного проекта по увеличению мощности производства полиэтилена низкой плотности с 170 тыс. до 200 тыс. т в год.

- 2011 год — Обновление марочного ассортимента полипропилена.
- 2012 год — СИБУР приступил к комплексной реконструкции мощностей «Томскнефтехима» для увеличения объема выпуска продукции, улучшения ее качества и ассортимента, а также повышения безопасности производства.
- 2015 год — Завершена реконструкция производства полипропилена.
- 2016 год — Завершена реконструкция производства полиэтилена низкой плотности. «Томскнефтехим» перешел на двухгодичный цикл безостановочной работы.
- 2017 год — Запуск производства пула новых марок полиэтилена, в том числе первой в России марки для ламинации упаковок.
- 2018 год — Начало цифровой трансформации производственных и бизнес-процессов.
- 2020 год — Получена 2,5-миллионная тонна пропилена с момента ввода производства в эксплуатацию.
- 2021 год — Достигнут исторический максимум по объему производства полимеров: 281 тыс. т полиэтилена и 153 тыс. т полипропилена.
- 2022 год — На предприятии введены локальные очистные сооружения производительностью 75 м³/ч, создана многоступенчатая эффективная система очистки производственных сточных вод на основе современных экологических технологий.
- Годовые мощности выпуска готовой продукции по состоянию на 2016 год: 300 тыс. тонн этилена, около 140 тыс. тонн пропилена, 245 тыс. тонн полиэтилена, 140 тыс. тонн полипропилена.